# Trute
Trute – wieś w Polsce, położona w województwie małopolskim, w powiecie nowotarskim, w gminie Nowy Targ.
W latach 1975–1998 miejscowość administracyjnie należała do województwa nowosądeckiego. Do 2024 r miejscowość była przysiółkiem wsi Lasek.
29 maja 2001 r. nad Trutem przeszła trąba powietrzna. 